# Elecciones federales de 1991 en Chihuahua
Las elecciones federales de 1991 en Chihuahua se llevaron a cabo el domingo 18 de agosto de 1991, y en ellas se renovaron los siguientes cargos de elección popular:
- 1 senador. Miembro de la cámara alta del Congreso de la Unión. Elegido por mayoría relativa por un periodo de seis años a partir del 1 de noviembre de 1991 sin posibilidad de reelección para el periodo inmediato. El candidato elegido fue Artemio Iglesias.
- 17 diputados federales. Miembros de la cámara baja del Congreso de la Unión. Diez elegidos por mayoría simple y siete mediante el principio de representación proporcional a partir de la lista regional por partido correspondiente a la segunda circunscripción electoral. Todos ellos electos para un periodo de tres años a partir del 1 de noviembre de 1991 sin posibilidad de reelección para el periodo inmediato.

## Resultados electorales

### Senador por Chihuahua

#### Senadores electos
| Candidato        | Partido | Tipo de elección |
| ---------------- | ------- | ---------------- |
| Artemio Iglesias |         | Segunda fórmula  |

#### Resultados

Distribución de los distritos federales de Chihuahua por partido político:
Partido Revolucionario Institucional

|  | 31.24 % |

|  | 55.98 % |

|  | 0.60 % |

|  | 1.88 % |

|  | 0.99 % |

|  | 0.59 % |

|  | 0.24 % |

|  | 0.24 % |

|  | 0.74 % |

|  | 3.41 % |

|  | 0.03 % |

|  | 95.93 % |

|  | 4.07 % |

|  | 66.74 % |

|  | 33.26 % |

### Diputados federales por Chihuahua

#### Diputados electos
| Candidato                      | Partido | Distrito    | Tipo de elección            |
| ------------------------------ | ------- | ----------- | --------------------------- |
| Fernando Rodríguez Serna       |         | Distrito 1  | Mayoría relativa            |
| Edmundo Chacón Rodríguez       |         | Distrito 2  | Mayoría relativa            |
| Carlos Morales Villalobos      |         | Distrito 3  | Mayoría relativa            |
| Óscar Nieto Burciaga           |         | Distrito 4  | Mayoría relativa            |
| Pablo Israel Esparza Natividad |         | Distrito 5  | Mayoría relativa            |
| Jaime Ríos Velasco Grajeda     |         | Distrito 6  | Mayoría relativa            |
| Eloy Gómez Pando               |         | Distrito 7  | Mayoría relativa            |
| José Luis Canales de la Vega   |         | Distrito 8  | Mayoría relativa            |
| Luis Carlos Rentería Torres    |         | Distrito 9  | Mayoría relativa            |
| Israel Beltrán Montes          |         | Distrito 10 | Mayoría relativa            |
| Raymundo Gómez Ramírez         |         | N/A         | Representación proporcional |
| César Jáuregui Robles          |         | N/A         | Representación proporcional |
| Andrés Barba Barba             |         | N/A         | Representación proporcional |
| Patricia Terrazas Allen        |         | N/A         | Representación proporcional |
| Leonel Reyes Castro            |         | N/A         | Representación proporcional |
| Hildebrando Gaytán Márquez     |         | N/A         | Representación proporcional |
| Atalo Sandoval García          |         | N/A         | Representación proporcional |

#### Resultados
|  | 30.98 % |

|  | 55.84 % |

|  | 0.60 % |

|  | 2.08 % |

|  | 0.98 % |

|  | 0.59 % |

|  | 0.25 % |

|  | 0.23 % |

|  | 0.67 % |

|  | 3.46 % |

|  | 4.31 % |

|  | 100 % |

##### Distrito 1: Chihuahua
|  | 29.57 % |

|  | 59.68 % |

|  | 0.64 % |

|  | 0.92 % |

|  | 0.84 % |

|  | 0.73 % |

|  | 0.45 % |

|  | 0.22 % |

|  | 1.43 % |

|  | 2.17 % |

|  | 0.01 % |

|  | 96.66 % |

|  | 3.34 % |

|  | 68.31 % |

|  | 31.69 % |

##### Distrito 2: Hidalgo del Parral
|  | 30.65 % |

|  | 54.35 % |

|  | 0.92 % |

|  | 5.03 % |

|  | 0.50 % |

|  | 1.56 % |

|  | 0.30 % |

|  | 0.13 % |

|  | 0.25 % |

|  | 0.94 % |

|  | 0.02 % |

|  | 94.65 % |

|  | 5.35 % |

|  | 55.45 % |

|  | 44.55 % |

##### Distrito 3: Ciudad Juárez
|  | 38.50 % |

|  | 50.36 % |

|  | 0.37 % |

|  | 0.83 % |

|  | 0.90 % |

|  | 0.33 % |

|  | 0.36 % |

|  | 0.20 % |

|  | 0.55 % |

|  | 0.74 % |

|  | 0.02 % |

|  | 93.14 % |

|  | 6.86 % |

|  | 73.93 % |

|  | 26.07 % |

##### Distrito 4: Ciudad Juárez
|  | 40.12 % |

|  | 45.84 % |

|  | 0.26 % |

|  | 0.79 % |

|  | 1.03 % |

|  | 0.22 % |

|  | 0.22 % |

|  | 0.27 % |

|  | 0.65 % |

|  | 6.54 % |

|  | 0.03 % |

|  | 95.97 % |

|  | 4.03 % |

|  | 75.05 % |

|  | 24.95 % |

##### Distrito 5: Guerrero
|  | 7.44 % |

|  | 74.96 % |

|  | 1.09 % |

|  | 8.50 % |

|  | 1.66 % |

|  | 0.97 % |

|  | 0.16 % |

|  | 0.21 % |

|  | 0.06 % |

|  | 1.14 % |

|  | 0.04 % |

|  | 96.24 % |

|  | 3.76 % |

|  | 56.86 % |

|  | 43.14 % |

##### Distrito 6: Camargo
|  | 29.88 % |

|  | 61.47 % |

|  | 0.69 % |

|  | 1.12 % |

|  | 0.93 % |

|  | 0.88 % |

|  | 0.19 % |

|  | 0.17 % |

|  | 0.11 % |

|  | 1.41 % |

|  | 0.06 % |

|  | 96.91 % |

|  | 3.09 % |

|  | 63.86 % |

|  | 36.14 % |

##### Distrito 7: Chihuahua
|  | 30.23 % |

|  | 56.40 % |

|  | 0.64 % |

|  | 1.09 % |

|  | 1.19 % |

|  | 0.68 % |

|  | 0.21 % |

|  | 0.29 % |

|  | 1.51 % |

|  | 5.36 % |

|  | 0.04 % |

|  | 97.65 % |

|  | 2.35 % |

|  | 63.10 % |

|  | 36.90 % |

##### Distrito 8: Ciudad Juárez
|  | 36.28 % |

|  | 50.22 % |

|  | 0.37 % |

|  | 0.89 % |

|  | 0.92 % |

|  | 0.27 % |

|  | 0.31 % |

|  | 0.23 % |

|  | 0.41 % |

|  | 3.85 % |

|  | 0.02 % |

|  | 93.78 % |

|  | 6.22 % |

|  | 75.38 % |

|  | 24.62 % |

##### Distrito 9: Nuevo Casas Grandes
|  | 22.94 % |

|  | 63.61 % |

|  | 0.92 % |

|  | 1.34 % |

|  | 0.99 % |

|  | 0.41 % |

|  | 0.13 % |

|  | 0.23 % |

|  | 0.43 % |

|  | 3.82 % |

|  | 0.01 % |

|  | 94.83 % |

|  | 5.17 % |

|  | 64.51 % |

|  | 35.49 % |

##### Distrito 10: Cuauhtémoc
|  | 21.77 % |

|  | 61.88 % |

|  | 0.88 % |

|  | 6.86 % |

|  | 0.82 % |

|  | 0.45 % |

|  | 0.20 % |

|  | 0.18 % |

|  | 0.38 % |

|  | 1.65 % |

|  | 0.04 % |

|  | 95.12 % |

|  | 4.88 % |

|  | 58.75 % |

|  | 41.25 % |